# Bahattin Duran

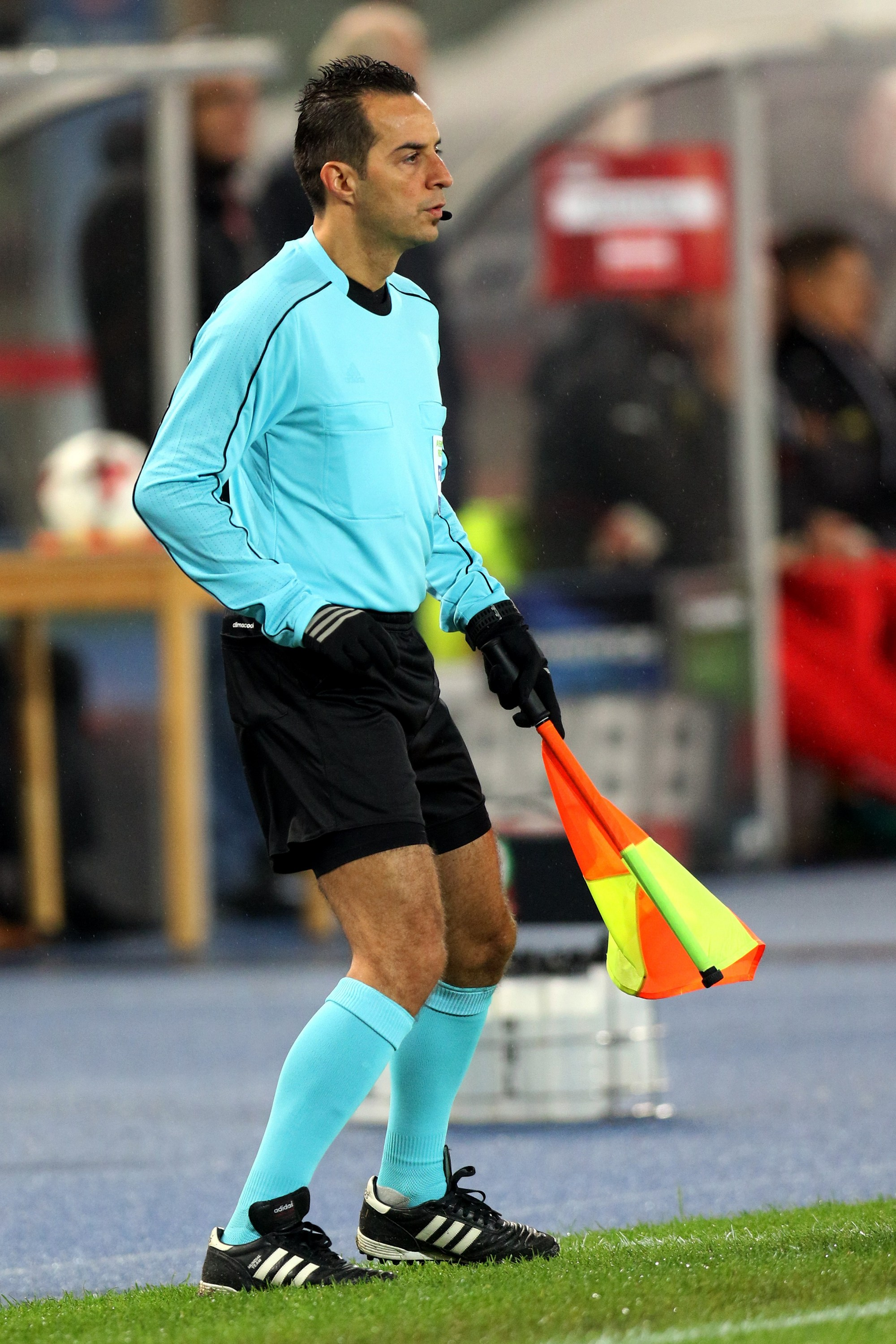
Bahattin Duran (2016)

Bahattin Duran (* 26. September 1975 in Istanbul) ist ein ehemaliger türkischer Fußballschiedsrichterassistent.
Duran begann 1994 als Schiedsrichter. Von August 2001 bis Mai 2022 war er Schiedsrichterassistent in der türkischen Süper Lig, in der er insgesamt 346 Spiele leitete. Ab 2002 stand er als Schiedsrichterassistent auf der Liste der FIFA-Schiedsrichter. Er war (gemeinsam mit Tarık Ongun) langjähriger Schiedsrichterassistent von Cüneyt Çakır bei internationalen Fußballspielen.
Als Schiedsrichterassistent von Çakır war Duran bei allen großen internationalen Turnieren von 2012 bis Çakırs Karriereende 2021 im Einsatz, darunter bei der Europameisterschaft 2012 in Polen und der Ukraine, bei der Weltmeisterschaft 2014 in Brasilien, bei der Europameisterschaft 2016 in Frankreich, bei der Weltmeisterschaft 2018 in Russland und bei der paneuropäischen Europameisterschaft 2021.
Am 6. Juni 2015 leiteten Çakır, Ongun und Duran das UEFA-Champions-League-Finale 2015 zwischen Juventus Turin und dem FC Barcelona (1:3).
Zudem leitete das Trio unter anderem Spiele bei der U-20-Weltmeisterschaft 2011 in Kolumbien, bei der FIFA-Klub-Weltmeisterschaft 2012 in Japan, bei der U-20-Weltmeisterschaft 2013 in der Türkei und bei der U-20-Weltmeisterschaft 2017 in Südkorea.
Im Juni 2022 beendeten Duran und Ongun ihre aktive Schiedsrichterkarriere.
Duran machte 1996 einen Abschluss in Wirtschaftsingenieurwesen an der Universität Istanbul. Seit 2009 arbeitet er als Sales and Marketing Manager bei Erüst Tarım. Duran ist verheiratet und hat zwei Kinder.